# Palazzo Pitti

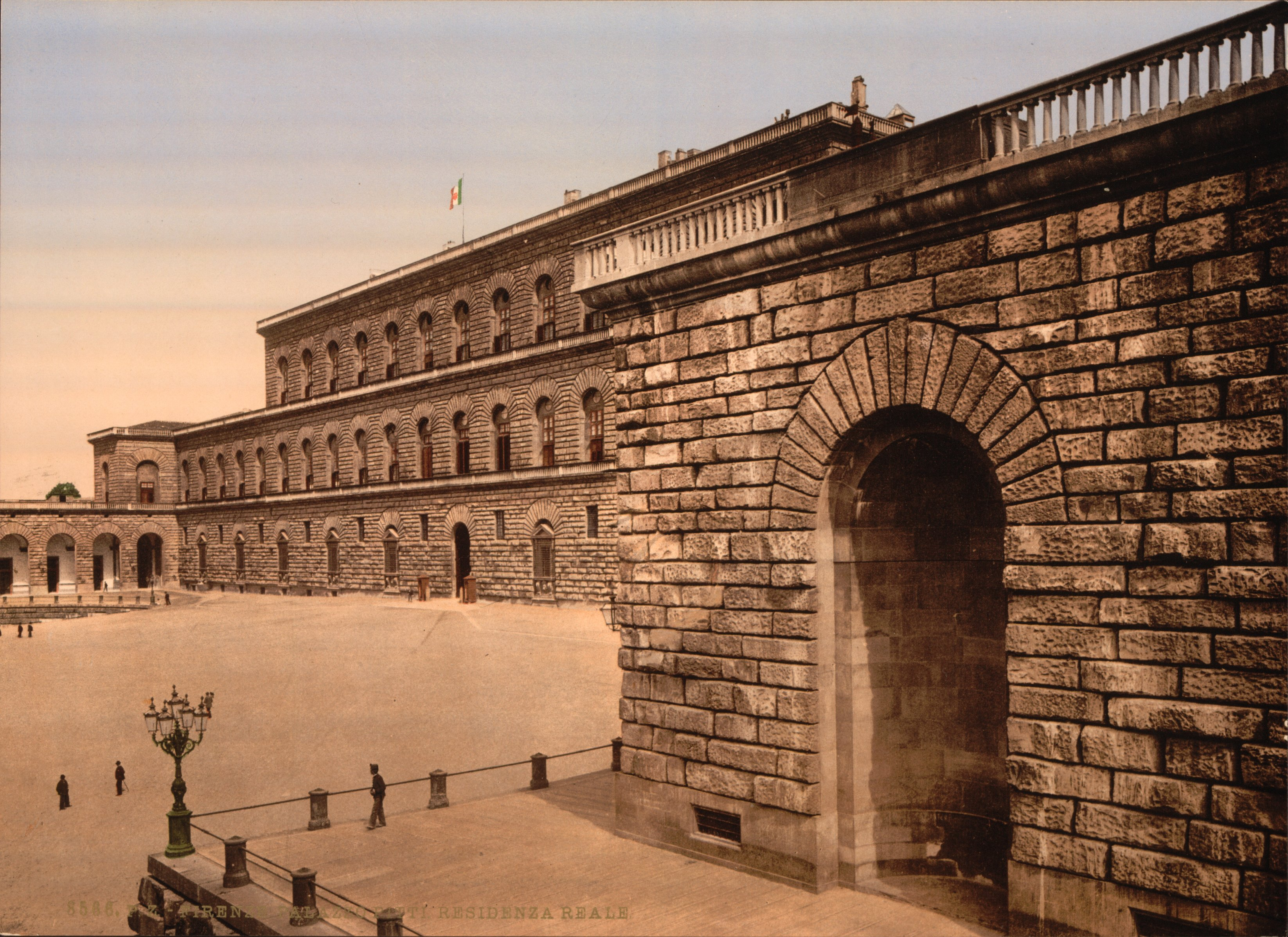
Ett målat fotografi från tidigt 1900-tal.

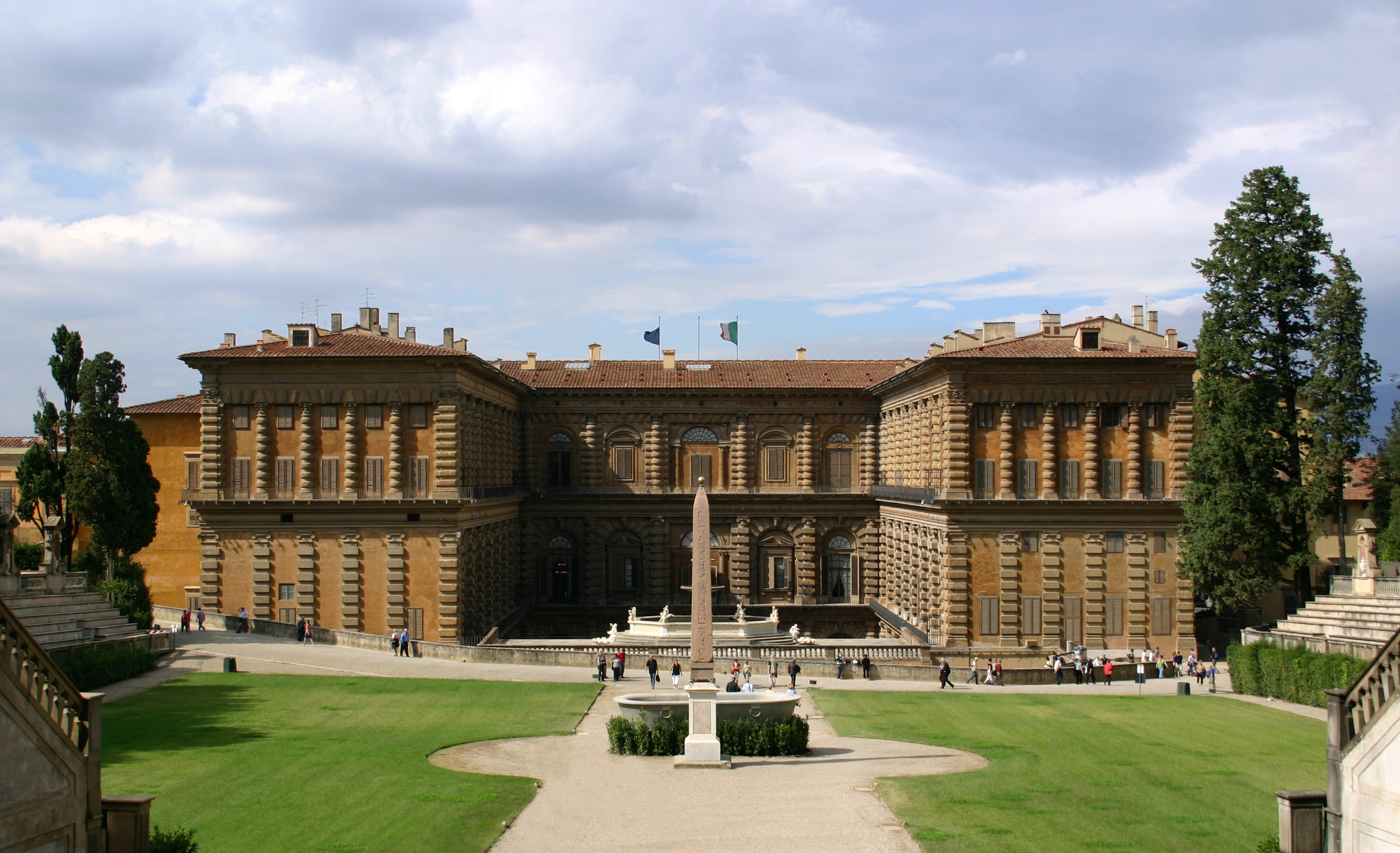
Palatset sett från Giardino di Boboli.

Palazzo Pitti är ett renässanspalats i Florens. Det ligger på den södra sidan av floden Arno i närheten av Ponte Vecchio.
Palazzo Pitti innehåller flera museer av olika slag: ett konstgalleri, Galleria palatina med mästerverk av Rafael, Tizian med flera, Appartamenti monumentali, Galleria d'arte moderna med verk av Macchiaioli och andra specialiserade museer: Museo degli Argenti, tillägnat brukskonst och Galleria del costume, det största museet tillägnat det italienska modet samt även ett porslinsmuseum, Museo delle porcellane, och ett transportmuseum, Museo delle carrozze.
Kärnan i det nuvarande palatset är från 1458 och var ursprungligen residens för bankiren Luca Pitti. Det köptes av familjen Medici 1539 som officiellt residens för de härskande familjerna i Storhertigdömet Toscana. Palatset användes under sent 1700-tal av Napoleon Bonaparte. En kort tid var palatset det viktigaste kungliga slottet i det förenade Italien. Slottet och dess inventarier skänktes till det italienska folket av kung Viktor Emanuel III 1919. I dag är slottet öppet för allmänheten och utgör med sin praktfulla interiör ett av Florens största konstgallerier. I dag inrymmer det flera mindre samlingar förutom de av familjen Medici.